# The Way I Are
The Way I Are is een nummer van de Amerikaanse artiest Timbaland. Het nummer werd in 2007 uitgebracht als de tweede single van het tweede soloalbum Timbaland Presents Shock Value. In het nummer doen ook zangeres Keri Hilson en rapper D.O.E. mee, die ook op zijn label staan. Het nummer gebruikt de melodie van het nummer Push It, een nummer 1-hit van de band Salt 'n Pepa uit 1988.
Ook al is de titel The Way I Are; het wordt gezongen als The Way I'm Are in alle versies van het nummer. Uitzondering is een remix van Hilson en Francisco, waarbij Francisco wél The Way I Are zingt, echter alleen aan het begin van het nummer.
Het nummer werd gebruikt voor een commercial van McDonald's.

## Videoclip
De videoclip van het nummer is opgenomen in Salford in Greater Manchester in het Verenigd Koninkrijk. De clip is geregisseerd door Shane Drake.
De videoclip van The Way I Are bevat een extra couplet van Timbalands broer Sebastian (in het dagelijkse leven Garland Mosley). In de normale versie is er in een deel van het nummer alleen een beat te horen. Voor de videoclip was dit niet praktisch, waardoor dit extra couplet er tussen werd gevoegd. De clip had zijn première op 15 juni op de Duitse televisiezender VIVA.

## Hitnotering
| The Way I Are in de Nederlandse Top 40 - binnen: 27 juli 2007 | The Way I Are in de Nederlandse Top 40 - binnen: 27 juli 2007 | The Way I Are in de Nederlandse Top 40 - binnen: 27 juli 2007 | The Way I Are in de Nederlandse Top 40 - binnen: 27 juli 2007 | The Way I Are in de Nederlandse Top 40 - binnen: 27 juli 2007 | The Way I Are in de Nederlandse Top 40 - binnen: 27 juli 2007 | The Way I Are in de Nederlandse Top 40 - binnen: 27 juli 2007 | The Way I Are in de Nederlandse Top 40 - binnen: 27 juli 2007 | The Way I Are in de Nederlandse Top 40 - binnen: 27 juli 2007 | The Way I Are in de Nederlandse Top 40 - binnen: 27 juli 2007 | The Way I Are in de Nederlandse Top 40 - binnen: 27 juli 2007 | The Way I Are in de Nederlandse Top 40 - binnen: 27 juli 2007 | The Way I Are in de Nederlandse Top 40 - binnen: 27 juli 2007 | The Way I Are in de Nederlandse Top 40 - binnen: 27 juli 2007 | The Way I Are in de Nederlandse Top 40 - binnen: 27 juli 2007 | The Way I Are in de Nederlandse Top 40 - binnen: 27 juli 2007 | The Way I Are in de Nederlandse Top 40 - binnen: 27 juli 2007 | The Way I Are in de Nederlandse Top 40 - binnen: 27 juli 2007 | The Way I Are in de Nederlandse Top 40 - binnen: 27 juli 2007 | The Way I Are in de Nederlandse Top 40 - binnen: 27 juli 2007 |
| Week                                                          | 1                                                             | 2                                                             | 3                                                             | 4                                                             | 5                                                             | 6                                                             | 7                                                             | 8                                                             | 9                                                             | 10                                                            | 11                                                            | 12                                                            | 13                                                            | 14                                                            | 15                                                            | 16                                                            | 17                                                            | 18                                                            | 19                                                            |
| ------------------------------------------------------------- | ------------------------------------------------------------- | ------------------------------------------------------------- | ------------------------------------------------------------- | ------------------------------------------------------------- | ------------------------------------------------------------- | ------------------------------------------------------------- | ------------------------------------------------------------- | ------------------------------------------------------------- | ------------------------------------------------------------- | ------------------------------------------------------------- | ------------------------------------------------------------- | ------------------------------------------------------------- | ------------------------------------------------------------- | ------------------------------------------------------------- | ------------------------------------------------------------- | ------------------------------------------------------------- | ------------------------------------------------------------- | ------------------------------------------------------------- | ------------------------------------------------------------- |
| Nummer                                                        | 33                                                            | 19                                                            | 5                                                             | 3                                                             | 3                                                             | 3                                                             | 4                                                             | 5                                                             | 5                                                             | 4                                                             | 4                                                             | 8                                                             | 16                                                            | 19                                                            | 22                                                            | 31                                                            | 36                                                            | 40                                                            | uit                                                           |

## Tracklist
Verenigd Koninkrijk
1. The Way I Are (Extended versie)
2. The Way I Are (Timbaland vs. Nephew remix)

Frankrijk
1. The Way I Are ft. Tyssem (alleen uitgebracht in Frankrijk)
2. The Way I Are (Radio Edit)

Duitsland
1. The Way I Are (Radio Edit)
2. Laff At 'Em (Give It To Me Remix) (ft. Justin Timberlake & Jay-Z)
3. The Way I Are (Timbaland vs. Nephew remix)
4. The Way I Are (Videoclip)